# Caco (mitologia)

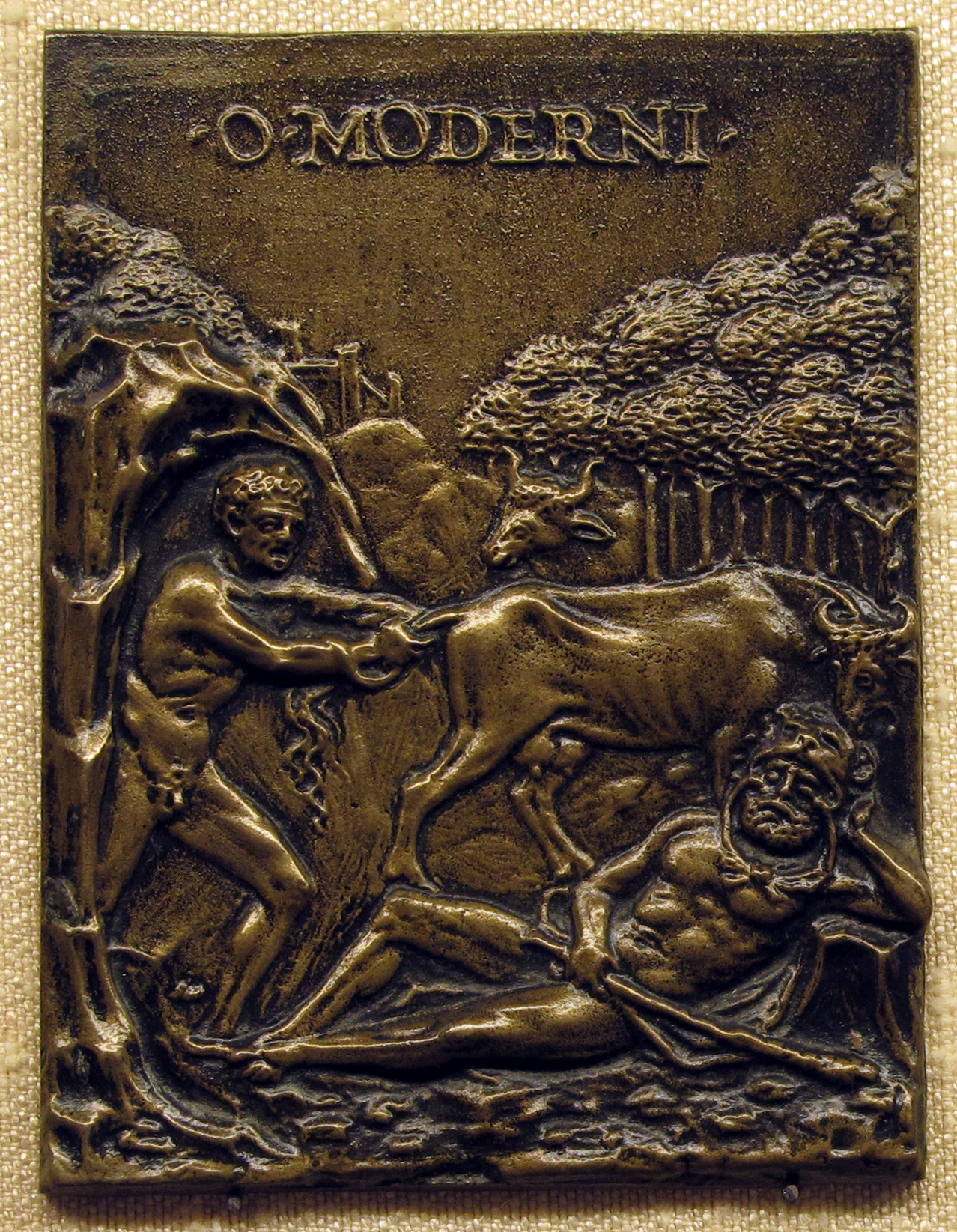
Caco ruba le giovenche di Ercole, placchetta bronzea di Galeazzo Mondella (1487)

Caco è un personaggio della mitologia romana.

## Mito

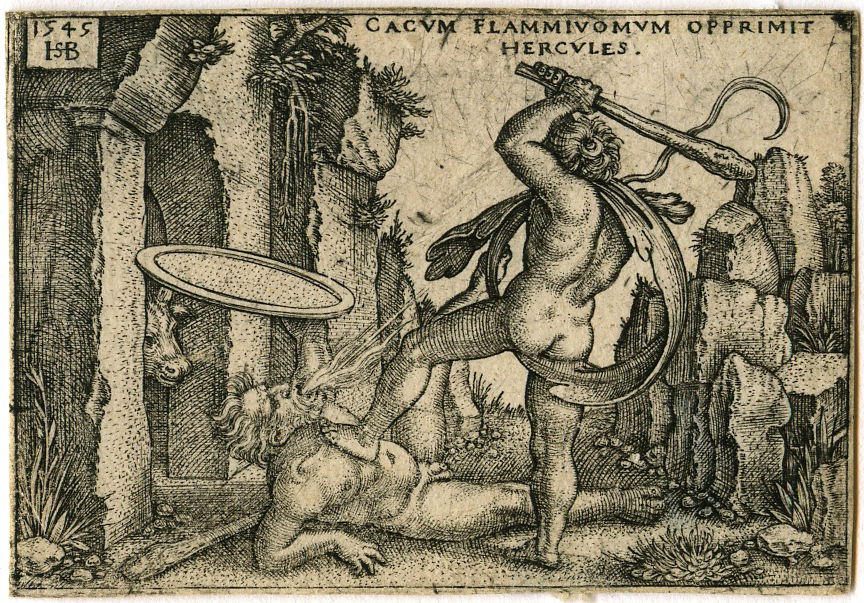
Ercole e Caco. Incisione di Sebald Beham (1545)

Caco era un gigante, figlio di Vulcano; data la sua affinità col fuoco, emetteva fiamme dalle fauci. Risiedeva in una spelonca dell'Aventino, prima che nell'area fosse fondata Roma, e con i suoi furti terrorizzava tanto i viandanti del Lazio quanto i suoi vicini, in particolare gli arcadi del vicino Palatino.

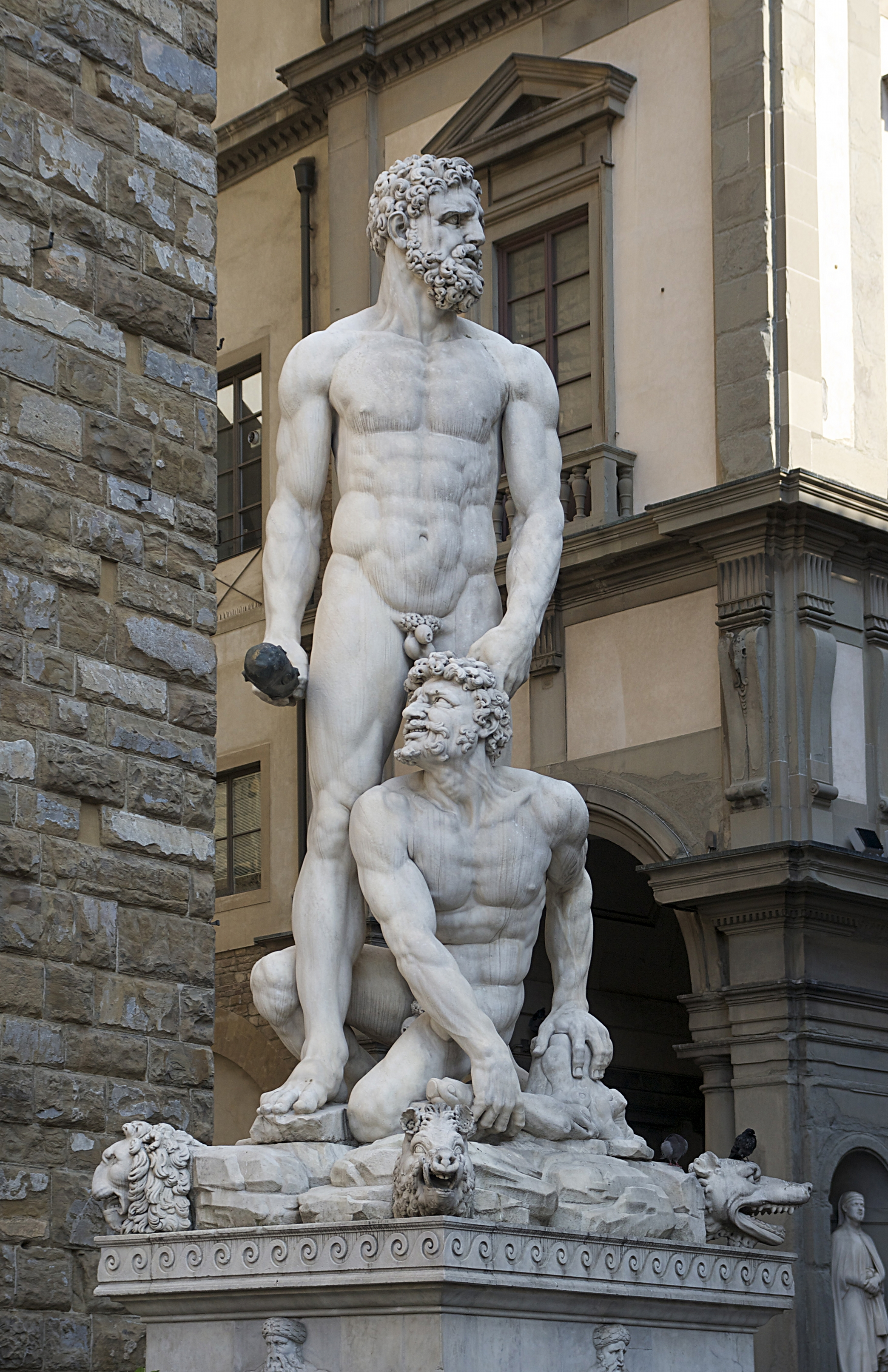
Ercole e Caco (1525-34). Scultura di Baccio Bandinelli, Piazza della Signoria, Firenze

Caco appare nella versione romana del racconto sulle fatiche di Ercole. Secondo la leggenda, mentre l'eroe greco stava conducendo da Euristeo i buoi sottratti a Gerione, si fermò a riposare lungo il Tevere; Caco ne approfittò per rubargli le bestie. Svegliatosi, Ercole si mise alla ricerca dei buoi: l'impresa si rivelò ardua, perché Caco aveva portato le bestie nella sua grotta trascinandole per la coda, in modo che le orme rovesciate indicassero la direzione opposta. Una delle bestie rispose però al richiamo di Ercole, permettendogli di scoprire così la grotta, che era stata puntellata da Caco con un enorme masso. L'eroe, afferrata una rupe aguzza, riuscì ad aprirsi un varco all'interno della spelonca. Il mostro cercò di difendersi vomitando dalle fauci un'immensa fumata che avvolse la grotta in una buia caligine; ma Ercole balzò attraverso il fuoco, afferrò Caco e lo strinse tanto da fargli uscire gli occhi dalle orbite, uccidendolo e guadagnandosi la riconoscenza degli arcadi del Palatino per aver liberato la contrada.
L'eroe avrebbe quindi eretto un altare lì vicino, nel sito che in seguito divenne il Foro Boario, emporio fluviale dedicato al commercio dei bovini. Fu detta inoltre Scalae Caci ("scale di Caco") una scalea che collegava il Palatino sempre al Foro Boario.

## Interpretazioni
Caco era forse in origine una divinità del fuoco; il mito delineato sopra, più noto, sarebbe successivo.
In seguito si pensò a Caco anche come mostro dall'aspetto scimmiesco, dato che il suo corpo era coperto di un manto peloso e, secondo la descrizione tramandataci da Properzio, possedeva tre teste.

## Nell'arte e nella letteratura successiva
Il mito di Ercole e Caco ebbe vasta fortuna anche nella cultura post-classica, sia nelle arti figurative sia nella letteratura.

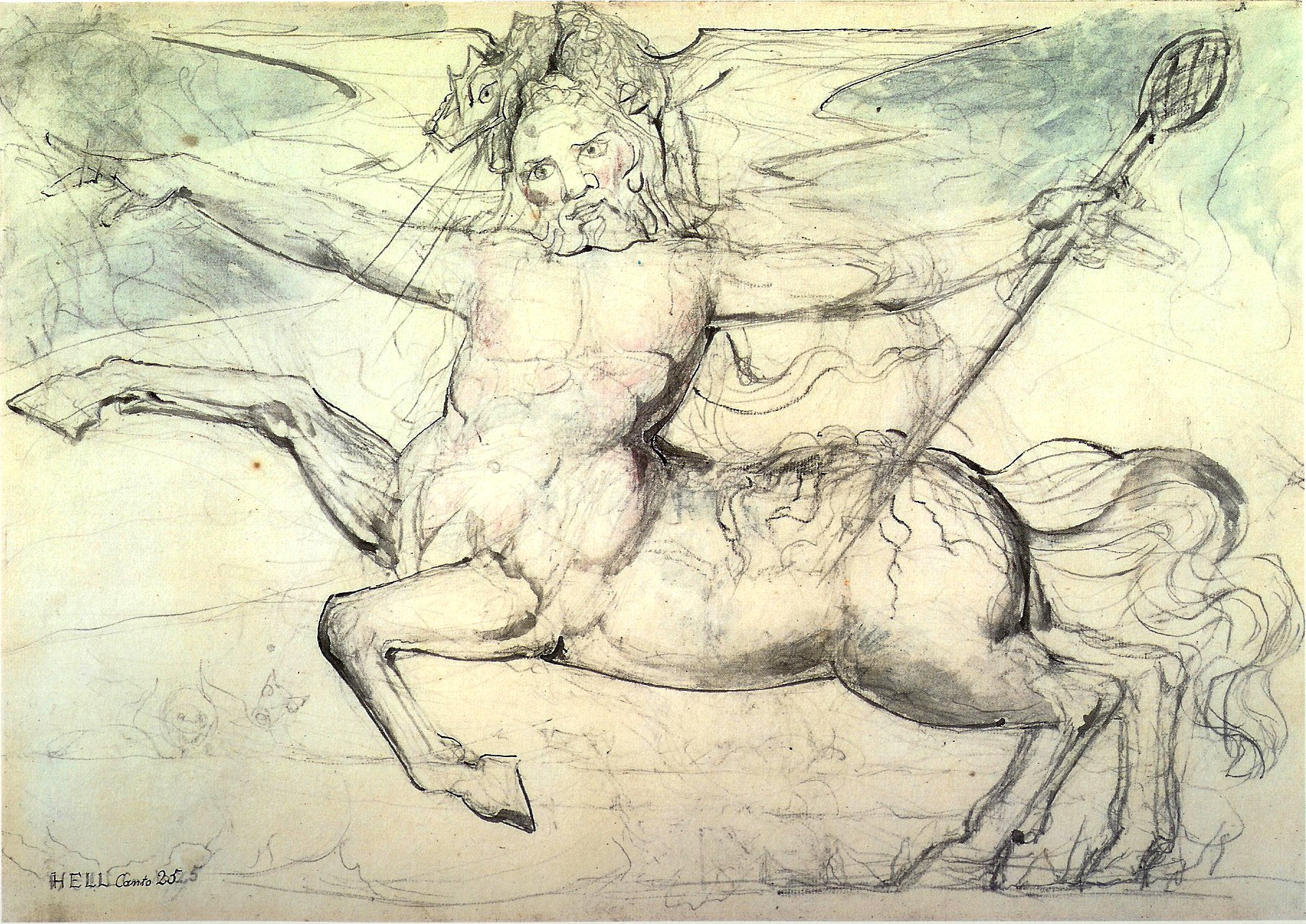
Caco come descritto da Dante disegnato da William Blake nella sua serie di illustrazioni per la Divina Commedia

- Caco compare nel XXV canto dell'Inferno di Dante Alighieri. Il poeta lo immagina come un centauro, con un drago sputafuoco sulla schiena umana e serpenti sul dorso equino, incaricato di sorvegliare i ladri.
- È menzionato nel cinquecentesco Gargantua e Pantagruel di François Rabelais.
- È menzionato nel Don Chisciotte della Mancia (1605) di Miguel de Cervantes.